# RNA 백신
RNA 백신(RNA vaccine) 또는 mRNA 백신(messenger RNA vaccine)은 인공적으로 만든 mRNA를 이용하여 면역계통의 후천 면역을 강화하는 백신으로 핵산 백신 중 한 분류이다. 핵산 백신에는 DNA와 RNA 계열이 있다. 백신은 뉴클레오사이드가 변형된 mRNA 분자 형태로 인체 세포에 투여되며 RNA 형질 주입 작용을 통해 작용하게 된다. 세포 안에서 백신의 RNA는 바이러스 등의 병원체가 숙주의 mRNA 작동 과정을 가로채 외래 단백질을 만들어 내는 것과 같은 방식으로 항원를 형성할 단백질을 만들어내게 된다. 백신이 만들어낸 항원은 실제 병원체와 달리 독성이 없어 인체에 해를 입히지 않지만 후천 면역 체계를 학습시켜 면역학적 기억을 형성하게 하여 진짜 병원체가 침입하였을 때 효과적으로 항체를 형성하도록 돕는다. RNA 백신은 목적하는 곳까지 도달하기 위해 약물 전달 용기에 담겨 투여되는데, 일반적으로 페길화된 고형지질 나노 입자가 사용된다. 인체 세포에 도달하면 지질이 분해되어 나노 입자가 열리고 RNA 백신이 세포로 스며들게 된다.
RNA 백신의 작용으로 만들어지는 항원의 효율인 반응원성(reactogenicity)은 기존의 RNA를 사용하지 않은 백신과 비슷한 것으로 보고되어 있다. 알레르기와 같은 자가 면역 반응이 있는 사람은 RNA 백신이 부작용을 일으킬 수 있다. 기존의 단백질 항원 백신에 비해 RNA 백신이 갖는 장점은 생산 속도가 빠르고 비용이 적게 들며 세포 매개 면역과 체액 면역 모두에서 항체 반응을 유도할 수 있다는 점이다. 반면에 RNA 백신은 안정성이 부족하여 쉽게 파괴되기 때문에 효능을 유지하기 위해서는 저온 유통을 통해 유통되고 보관되어야 한다.
RNA 백신은 코로나19에 대항하는 백신으로 주목받고 있다. 2020년 12월 초 2종의 코로나19 백신이 개발 완료되어 8주간의 최종 임상 단계를 마치고 신속한 보급을 위해 긴급사용승인 절차를 진행 중이다. 개발된 백신은 모더나의 mRNA-1273, 바이온텍과 화이자가 협력하여 개발한 BNT162b2이다. 2020년 12월 2일 영국의 의약품규제청(Medicines & Healthcare products Reaulatory Agency)은 바이온텍/화이자의 백신 사용을 허용하고 긴급 백신 투여를 시작하였다. 이는 예방 접종 역사상 최초의 RNA 백신 사용이다.

## 작용 원리

바이러스의 증식 과정

RNA 백신의 작용 원리

모든 백신은 병원체의 항원이 면역계를 활성화 시켜 항체를 형성할 수 있도록 돕는 것을 목표로 한다. 사람의 면역 체계는 태어날 때부터 작동하는 선천 면역과 항원과 접촉하였을 때 활성화 되는 후천 면역이 있다. 백신은 후천 면역 체계를 이용한 예방법이다.
전통적인 백신은 바이러스와 같은 병원체에서 직접 유래한 물질을 항원으로 사용한다. 독성을 약화시킨 살아있는 병원체를 직접 이용하는 생백신은 병원체를 직접 인체에 주입하여 항체가 형성되도록 한다. 살아있는 병원체를 직접 사용하는 것이 매우 위험하거나 까다로울 때엔 병원체를 파괴하고 항원 역할을 하는 바이러스성 벡터와 같은 물질로 만든 불활성화 사백신을 이용한다. 이런 전통적인 방식은 모두 체외에서 항원을 만들고 준비하여야 한다. 그러기 위해서는 병원체를 증식시키고 독성을 제거하거나 파괴하고 주입할 시약을 만드는 복잡한 과정이 필요하다.
mRNA 백신은 전통적인 백신과 매우 다른 방식으로 작용한다. 이 백신은 바이러스와 같은 병원체가 세포 안에서 증식하는 과정의 일부를 흉내내어 인체가 스스로 항원을 만들어내도록 유도한다. 바이러스가 숙주 세포에서 증식하는 바이러스 복제 과정을 간단히 설명하면 다음과 같다.
- 세포와 접촉한 바이러스는 세포막을 뚫고 안으로 침입한 후 자신의 유전물질을 주입한다.
- 주입된 바이러스 유전체는 숙주 세포의 효소를 이용하여 스스로 복제되고 외피를 만들 mRNA를 만든다.
- 만들어진 바이러스 mRNA는 리보솜을 이용하여 외피를 만든다.
- 이 과정이 수 없이 많이 반복되며 바이러스가 증식되고 증식된 바이러스는 세포 밖으로 방출되어 다른 세포를 감염시킨다.

mRNA 백신은 위와 같은 바이러스 증식 과정에서 발생하는 mRNA 형성에 주목한 것이다. 면역계에서 실제 감염된 세포를 처리하는 역할은 세포독성 T세포가 맡고 있다. 세포독성 T세포는 주조직 적합성 복합체와 결합한 항원을 인식하여 활성화 된다. 바이러스의 경우 항원으로 인식되는 것은 외피를 이루는 일부 펩타이드이다. 거꾸로 생각하면 실제 바이러스가 없더라도 항원을 형성하는 mRNA만 주입되면 면역계는 그에 맞는 항체를 만들수 있게 된다.  mRNA 백신은 바이러스가 체내 세포에서 복제될 때 일어나는 RNA 형질주입 과정의 한 단계인 올리고뉴클레오티드 합성 과정을 흉내낸다. 백신은 정보만을 전달하고 실제 항원은 체내에서 만들어진다는 점이 전통적인 백신과 구별되는 차이점이다.
mRNA 백신의 가장 큰 이점은 신체의 세포가 항원을 생산하기 때문에 병원체를 따로 배양하고 백신에 사용될 부분을 모으는 전통적인 방식이 필요없다는 점이다. 그러므로 백신 제작의 속도가 빠르다. 모더나가 개발한 코로나19 백신 MRNA-1273은 한 라트 생산에 이틀이 걸린다. 세포 내에서 항원이 만들어지는 동안 체액 면역 효과도 일어난 다는 점 또한 RNA 백신의 장점이다. 전통적인 백신의 경우 세포 매개 면역만 활성화된다.
mRNA 백신이 세포의 DNA를 변형시킬 수 있다는 주장은 허위이다. 정상적인 세포의 mRNA는 유전자 발현 과정에서 DNA로부터 전사되어 리보솜이 단백질을 조립할 수 있는 일종의 레시피 역할을 한다. 바이러스는 세포에 침입하여 정상적인 mRNA 대신 자신의 mRNA가 리보솜을 조정하도록 하는 방식으로 증식한다. 리보솜은 그것이 세포 자신의 것이건 외래 병원체의 것이건 아니면 mRNA 백신과 같이 인공적으로 제작된 것이건 구분하지 않고 펩타이드를 조립할 뿐이다.  mRNA 백신은 바이러스의 항원 역할을 하는 부분만 만들어지도록 설계되어 있다. 세포 내의 전사 과정에는 많은 효소들이 관여하며 mRNA로부터 DNA가 거꾸로 형성되지는 않는다. mRNA가 DNA를 변형시킬 수 있다는 주장은 소셜 미디어를 통해 전파된 음모론일 뿐이다.
백신 제조사의 입장에서는 기업의 비밀을 유지할 수 있다는 점도 mRNA 백신을 개발하는 이유이다. mRNA는 리보솜의 단백질 형성이 끝나면 분해된다. 따라서 백신 제조사가 공개하지 않는 한 다른 경쟁사가 백신 투여자에게서 mRNA 정보를 얻을 수 없다. 제작 원리를 알고 있다고 하더라도 경쟁사는 처음 단계부터 개발비를 투자하여 스스로 제작할 수 밖에 없기 때문에 백신 복제의 이점을 얻을 수 없다.

## 약물 전달
mRNA 백신의 약물 전달은 생체 외부 방식과 내부 방식으로 나뉠 수 있다.

### 생체 외부 방식
면역 세포 가운데 하나인 수지상 세포는 T세포가 읽을 수 있도록 표면에 항원을 늘어놓는다. 특정한 항원을 지닌 수지상 세포를 환자에게서 채취하여 항원을 형성시킬 mRNA를 설계할 수 있다. 생체 외부에서 인공적으로 만들어진 mRNA는 다시 환자에 투여하여 목적한 항체가 형성되는 지를 관찰한다. 이 방식의 가장 큰 장점은 별다른 전달 분자 없이 직접 사용할 수 있다는 것이다. 백신 개발 이전에도 암 치료의 목적으로 사용되어 왔다.

### 생체 내부 방식
mRNA의 발현을 시험관에서 확인할 수 있게 되면서 생체 내부에서 직접 RNA를 조절하는 생체 내부 방식이 선호되고 있다. 환자에게서 수지상 세포를 계속하여 "수확"해야 하는 외부 방식보다 비용이 적게 들기 때문이다. 그러나 생체 내 전달의 효율은 아직 생체 외부 방식에 비해 효율성이 떨어진다.

#### mRNA 주입
mRNA는 다른 전달 물질 없이 피부나 림프절에 직접 mRNA를 주입하는 방식이다. mRNA 백신 연구 초기부터 사용된 방식으로 1990년대에 자기 증폭 방식 mRNA를 백신화하였다. 피부나 혈액 또는 근육과 같이 다양한 투여 방식이 있지만 림프절 투여가 T세포 활성화에 가장 큰 효과가 있다고 보고되었다. 그러나 RNA 분자는 매우 크기 때문에 자가 증폭 방식 mRNA를 직접 투여하는 방식의 효능은 사례별로 차이가 크다.

#### 폴리플렉스
양이온 중합화를 이용하여 mRNA와 폴리플렉스를 결합시킬 수 있다. 이 방법은 세포에 침투할 때까지 mRNA가 리보뉴클레이스와 재결합 하는 것을 방지하기 위해 고안되었다.

#### 지질 나노입자
미국 식품의약국은 2018년 hATTR 아밀로이드증의 치료를 위한 짧은 간섭 RNA인 온파트로의 약물 전달 방식으로 고형 지질 나노입자 방식을 처음 승인하였다. 고형 지질 나노입자는 인지질을 비롯한 다양한 음이온성 물질로 작은 캡슐을 만들고 그 안에 약품을 넣어 목적하는 곳까지 전달하는 방식이다. mRNA 백신의 경우 RNA를 지질막으로 둘러쌓아 인체 세포까지 전달하게 된다.

### 바이러스성 벡터
벡터는 분자생물학에서 유전물질을 운반할 수 있는 DNA 조각을 의미한다. 바이러스성 백터는 레트로바이러스와 같이 역전사 효소를 가지고 있어 세포내에 도달한 뒤 역전사를 통해 설계한 mRNA를 주입한다. 바이러스 고유의 높은 침투율을 이용하기 때문에 전달 효율이 높으나 안전성이 확보되지 않아 아직은 실험적 연구만이 진행되어 있다. 그러나 2020년을 전후로 기술이 급속도로 발전함에 따라 안정성을 확보한 RNA 백신이 속속 개발되고있다.

## 코로나19 치료용 mRNA 백신의 효능과 부작용
개발사로는 미국의 모더나(Moderna)가 있으며 그리고 또다른 개발사로는 독일 바이온텍(BioNTech, /ˈbaɪ.ɒn.ˌtɛk/)과 미국의 화이자 주식회사(영어: Pfizer Inc.)가 공통개발한 바 있다. 개발된 백신은 90% 내지 95%의 잠재 효능을 보고하고 있으나 초기 접종이 시작되고 있는 2020년 12월 기준으로 실제 효과에 대한 평가는 데이터가 보다 더 충분히 축적된 후에나 가능하다. 가천대 의대 예방의학과 정재훈 교수는 개발사의 보고가 "효과"가 아닌 "효능"으로 표기되어 있는 점에 주의할 필요가 있다고 지적하였다. 또한 정재훈 교수는 인류가 새롭게 경험하는 코로나 바이러스 범유행 상황에서 이전에는 없었던 새로운 대응책이 생겼다는 희망을 가질 수 있다는 데 의미를 둔다고 밝히면서 단기간의 제조가능 잇점에 비해 열 및 효소분해에 취약해 초저온(약 -20 ~ -70) 냉동 콜드체인(cold chain)으로 보관해야 할 만큼 불안정하다는 점은 앞으로 해결해야 할 과제라고 평가하였다.
한편 부작용은 접종 부위 통증, 피로, 두통, 근육통 등이 보고되었다. 부작용은 비교적 경증으로 보고되었지만 미국 식품의약국은 심각한 알레르기 반응을 경험한 적이 있는 사람은 투약하지 말것을 고지하였다.
한편 mRNA백신 기술로 만들어진 최초의 백신은 신종 코로나바이러스인 코로나19(COVID19)에 대한 백신이다.

## 같이 보기
- 벡터 백신
- 백신
- 코로나19 범유행
- 코로나19 백신